# برونتوزيل
البرونتوزيل أو برونتوسيل Prontosil هو أول مضاد حيوي تم اكتشافه من أدوية السلفا وذلك في عام 1932م  ، من قبل فريق أبحاث في مختبرات باير من آي جي فاربن العملاقة في ألمانيا. له تأثير واسع نسبيا ضد البكتيريا إيجابية الجرام المكورات ولكن ليس ضد البكتيريا المعوية. الاكتشاف والتطوير السلفوناميد الأول كدواء فتح عهدا جديدا في مجال الطب. قام الطبيب الالمانى «جيرهارد دوماك» بحقن مجموعه من الفئران المريضة بسبب إصابتها بعدوى بكتيرية بصبغة حمراء فشفيت الفئران  وعندما ذاع أمر هذا الاكتشاف في سنة 1935 , قام الباحثون بمعهد «باستير» في فرنسا باختبار هذه الصبغة الحمراء «العجينة» ووجدوا أنها تحتوى على جزأين، يشتمل أحدهما على مركب مضاد للبكتيريا أطلقوا عليه مركب السلف، وهو مركب عديم اللون.
وذكرت مجلة تايم الصادرة في 28 ديسمبر 1936، إليانور روزفلت، زوجة الرئيس، قد غاب عن العائلة في عشاء عيد الشكر. بدلا من تناول العشاء، ذهبت إلى بوسطن، حيث فرانكلين الابن، كان يعاني من مشكلة في الجيوب الأنفية.عندما تضخم الحلق روزفلت وتحول متطورا إلى حمى عالية، جورج ورينغ توبي الابن، وهو أذن بوسطن وأنفه وحنجرته، وفقا للمجلة، وتم الحقن تحت الجلد ب دواء غير معروف يسمى برونتوسيل وجرعات عن طريق الفم للتعديل تدعى Protolyn.
له طيف واسع الفعالية ضد المكورات الايجابية الغرام. يعتبر البرونتوزيل دواء أولي Prodrug، حيث يُستقلب إلى الـ سولفانيلاميد (بارا أمينو بنزن سلفوناميد).

## التاريخ
تم تخليق Sulfonamidochrysoïdine أول مرة من قبل الكيميائيين باير Josef Klarer وFritz Mietzsch كجزء من برنامج بحثي يهدف إلى إيجاد الأصباغ التي قد تعمل كعقاقير مضادة للبكتيريا كما هو الحال في الجسم. تم اختبار جزيء وفي أواخر الخريف لعام 1932 تم العثور فعالية ضد بعض الالتهابات البكتيرية المهمة في الفئران عن طريق جيرهارد دوماك، الذي حصل في وقت لاحق من 1939 على جائزة نوبل في الطب. كان برونتوسيل نتيجة خمس سنوات من التجارب التي تنطوي على الآلاف من المركبات ذات الصلة إلى مركب آزو
نتائج عمليات التقييم الحاسمة (في الفئران نموذج من  العقدية المقيحة  العدوى النظامية) الإثباتات الأولية لفعالية مضادة البكتيريا من البرونتوسيل في الفئران من أواخر ديسمبر كانون الأول عام 1931. قدم آي جي فاربن طلب براءة اختراع ألماني بشأن الأداة المساعدة الطبية ذلك 25 ديسمبر 1932.
في أواخر عام 1935، يعمل في معهد باستير في باريس في مختبر الدكتور Ernest Fourneau، جاك وتيريز Tréfouël ‏ والدكتور دانيال بوفه وفيديريكو نيتي اكتشف أن البرونتوسيل يتم استقلابه إلى سلفانيلاميد (para- aminobenzene sulfonamide)، وهو أبسط من ذلك بكثير، جزيء عديم اللون، تم إعادة تصنيف برونتوسيل باعتباره دواء أولي.
سلفانيلاميد تحول إلى الإصدار الأول عن طريق الفم من السلفانيلاميد شركة باير، الذي حصلت فعلا على براءة الإختراع الألمانية على سلفانيلاميد في وقت مبكر من عام 1909، دون أن يدركوا الإمكانيات الطبية في هذا الوقت.